# 三柄果柯
三柄果柯（学名：Lithocarpus propinquus）为壳斗科柯属的植物，为中国的特有植物。分布于中国大陆的云南等地，生长于海拔1,300米至1,700米的地区，常生长在山地常绿阔叶林中。